# 欧州委員会委員長
欧州委員会委員長（おうしゅういいんかいいいんちょう）は、欧州連合の政策執行機関である欧州委員会の首班。欧州連合の役職では最も強力な権限を持つ。委員長は欧州委員会の委員の担当職域を割り当て、また必要であればその担当職域の変更や委員の解任を行なうことができる。また委員長は委員会としての政策方針やすべての法案を策定する。
欧州委員会委員長の役職が創設されたのは1958年のことであり、欧州理事会と欧州議会によって任命される。任期は5年で、委員長は委員会とともに、両者に対して不信任を決議することができる欧州議会に対して責任を負う。現任者は2019年12月に就任したウルズラ・フォン・デア・ライエンで、ヴァルター・ハルシュタインから数えて13人目の委員長である。

## 沿革
欧州委員会委員長は1958年に、欧州委員会（欧州経済共同体委員会）とともに創設された。もともと委員長は委員会の首席の役職 (Primus inter pares) に過ぎなかったが、共同体に対する影響力は強められていった。ジャック・ドロールの在任期間に、委員長職はしだいに大統領制的な性格を強めていき、サンテール委員会の総辞職のような事態があったものの、委員長は委員会において支配的な権力を持つようになった。

### 創設

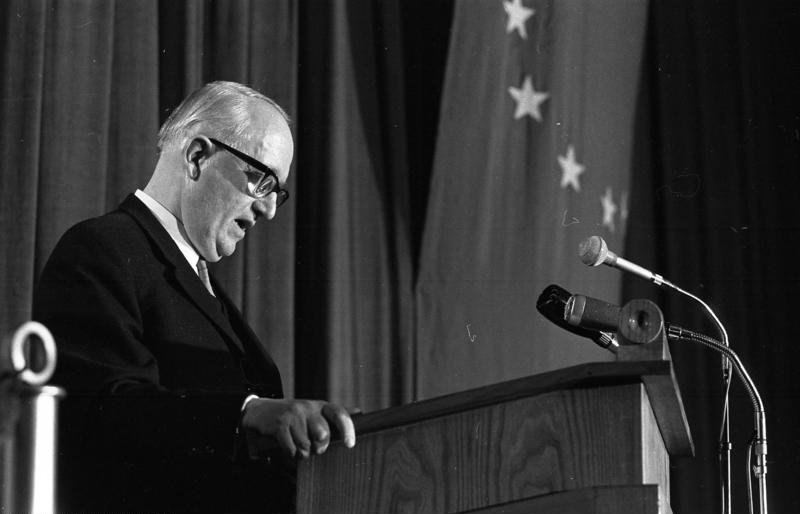
初代委員長ヴァルター・ハルシュタイン

欧州委員会が現在のような形態で創設される以前には、欧州石炭鉄鋼共同体の最高機関というものが設置されていた。現在の形態を持つ委員会は1958年発効の欧州経済共同体設立条約によって同共同体の委員会として設置され、1967年発効のブリュッセル条約によって欧州石炭鉄鋼共同体の最高機関と欧州原子力共同体の委員会を継承した。欧州経済共同体委員会の初代委員長にはヴァルター・ハルシュタインが就き、共同体法の整備に着手し、加盟国の国内法に影響を与えた。加盟国政府は当初、ハルシュタインによる運営を委員長としてスタンプを押す程度のものとしてあまり気に留めていなかった。ところが欧州司法裁判所によってその権威が支持されたことにより、委員会の活動はより真剣に受け止められていくようになった。
1965年にハルシュタインは共通農業政策に関する案を推進したが、これは共同体に独自の財源を与えることになるもので、委員会と欧州議会に対してより強い権限を与える一方で閣僚理事会による農業分野での拒否権を排する性格を持つものであった。このような政策案に対してフランスはただちに反発した。ハルシュタインはこれらの政策が論争を起こすということをわかっていたが、農業を担当する委員を飛び越えてまでも共通農業政策案を作成した個人的責任を負った。ところが欧州議会が自らの権限強化につながることからハルシュタインの提案を支持し、またハルシュタインも閣僚理事会に提出する1週間前に欧州議会に政策案を提示していた。ハルシュタインは、加盟国の反対を押し切るのに十分な欧州統合支持の波が起こるのを期待しつつ、共同体がどのように機能するべきであるのかということを示そうとしたのであった。ところがこの一件で、ハルシュタインは冒険的な提案を出すことに対して自信過剰となっていった。
ハルシュタインの提案や行動に対して、フランス大統領シャルル・ド・ゴールは共同体の超国家的権限の強化に危機感を抱き、ハルシュタインの国家元首のような振る舞いを非難した。その結果、フランスは閣僚理事会から代表を引き揚げ、「空席危機」を引き起こした。この空席危機は「ルクセンブルクの妥協」で決着が図られ、ハルシュタインはスケープゴートとされた。閣僚理事会はハルシュタインの再任を拒否し、それ以降はジャック・ドロールが就任するまで「ダイナミックな」委員長が登場することはなかった。

### 1967年-1985年
ハルシュタインの業績によって委員会は実体を伴う活動主体となった。1970年代の委員長は通貨同盟など当時の主要な政治課題に取り組んでいった。1970年、委員長ジャン・レイは共同体が独自の財源を持つということを確固なものとし、1977年にはロイ・ジェンキンスが委員長としてはじめて、共同体を代表して G7 に出席した。
ところが1973年と1979年の石油危機などの経済問題などでヨーロッパの統合が棚上げされ、委員長は統合構想を立ち消えないようにすることしかできなかった。共同体は加盟国が主導することになり、また時事的な問題を協議する場として欧州理事会が創設された。ところがそれでもなお閣僚理事会は共通農業政策など順調に進んでいるおもな計画に口を出すことができなかった。共同体は経済の低迷や予算案への不一致などから欧州硬化症とも呼ばれる混迷期に入り、またトルン委員会で委員長ガストン・トルンはその影響力は大きく行使することができなかった。

### 大統領制
ジャック・ドロールが委員長に就任すると委員会はその地位を取り戻していった。ドロールは共同体に方向性や原動力を与えたことでもっとも成功を収めた委員長とされている。インターナショナル・ヘラルド・トリビューン紙は2期目の満了時にドロールの業績について次のように評している。
（仮訳）ドロール委員長は欧州共同体を低迷から救い上げたのである。ヨーロッパ悲観論が最高潮にあったなかで、ドロール氏は委員長に就任した。もとはフランスの財務相でほとんど無名であったが、ドロール氏は活力と希望を欧州共同体と、沈んでいたブリュッセルの委員会に吹き込んだ。1985年から1988年にかけての1期目においてヨーロッパに単一市場を求める声を取り戻し、2期目を任されるとヨーロッパ人を経済、通貨、そして政治の統合というさらに野心的な目標に駆り立てた。—International Herald Tribune
従来は欧州議会の判断をはさむことなく、欧州理事会が全会一致で委員長と委員会を任命してきた。ところが1993年発効の欧州連合条約で、欧州議会は委員長の任命について「諮問を受ける」権利と委員会全体に対する拒否権を得た。欧州議会はその諮問を受ける権利を委員長人事案を拒否する権利と考え、欧州理事会もその考え方をやむなく受け入れた。その後この拒否権はアムステルダム条約で正式なものとされた。またニース条約では委員長の任命を全会一致から条件付き多数決で決することに変更された。これはつまり委員長の選任過程における欧州議会の立場が大きくなり、ある会派がいわば「政権会派」となる議院内閣制のような制度となった。とくに2004年の委員長の選任にあたっては、多くの候補者が挙げられたが中道右派グループが左派グループ、フランスやドイツに勝利した形となった。さらに欧州議会がバローゾの提出した委員会人事案に対して否決し、バローゾは人事案の取り下げを余儀なくされるということが起こった。

## 任命

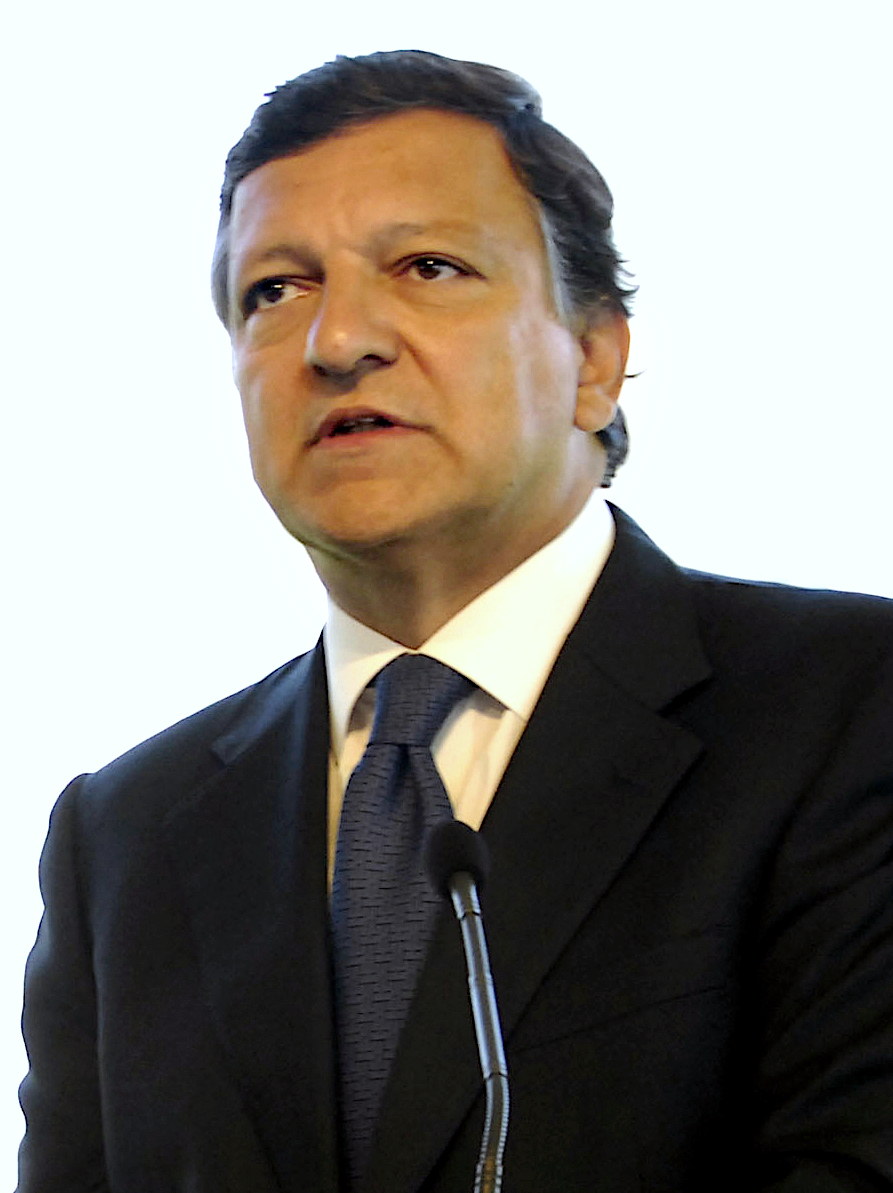
バローゾ
2004年の選挙で勝利した欧州人民党に所属している

委員長と委員会の任命については、欧州連合条約第17条第7項でその手続きが以下のように規定されている。
（仮訳）欧州議会選挙の結果を考慮し、また適切な協議を行なったうえで、欧州理事会は条件を満たした多数でもって欧州議会に対して委員長候補を提案するものとする。委員長候補は欧州議会によって、その構成員の多数でもって選出されるものとする。委員長候補が必要な多数を得られなかった場合には、欧州議会は条件を満たした多数でもって、同様の手続きで欧州議会によって選出されるような新しい候補者を提案するものとする。

理事会は次期委員長と協力して、理事会が委員会の委員として任命しようと提案するほかの人物の一覧を採択するものとする。委員候補は、加盟国からの提案に基づいて、第3項第2段と第5項第2段に定められた基準に従って選出されるものとする。

### 透明性
欧州理事会での条件を満たした多数で候補者を出してきたが、欧州議会が関与したり、欧州連合の政策方針が単一市場の創設から欧州連合の改革に変わってきたりしたことから、委員長候補の選定は大きな政治問題となってきた。しかしながらこのような状況になってきたにも拘らず、欧州理事会の議論は専ら密室で行なわれている。ジャック・サンテールの指名においてはその議論が非公式に行なわれ、メディアは漏れ伝わる情報に頼ることとなった。このような選考過程は新たな基本条約で導入された協議の理念に反するとして、欧州議会の議員が不満を示した。
社会主義グループ代表のポーリン・グリーンは「欧州議会は民主的なプロセスを傷つける行動の看過を認めてはならない」とする会派の考え方を明らかにした。1999年と2004年の選任においても同様の状況が起こり、バローゾの指名においては協議のプレスリリースを出すこともなく、各首脳の間での非公開の会合が行なわれた。これについても欧州議会議員から批判され、欧州自由民主同盟代表のグラハム・ワトソンはバローゾの指名過程を「ユストゥス・リプシウスでの絨毯市」と表現し、「最小公倍数」しか生まないとした。また欧州緑グループ・欧州自由連盟共同代表のダニエル・コーン＝ベンディットは欧州議会でのバローゾの演説の後に、バローゾに対して「あなたが最良の候補者であるならば、なぜあなたは最初に演説しなかったのか」と尋ねた。

### 基準
欧州理事会がこれまでに指名してきた委員長候補は加盟国で首相や重要閣僚を経験した政治家であることが多かったが、このことは必ずしも要件ではない。2004年、当時作成された欧州憲法条約案では、委員長候補の選出にあたっては欧州議会議員選挙の結果を考慮しなければならないという規定が盛り込まれており、これはつまり委員長候補は選挙で勝利した欧州規模の政党から支持を受けていることを求めている。この規定は2004年の委員長指名の時点では効力を有していなかったが、直前の選挙で勝利した中道右派の欧州人民党が自らに属する人物を推すこととなった。この結果、欧州人民党はジョゼ・マヌエル・バローゾを候補者として選んだ。また同様に、2009年の欧州議会議員選挙でも欧州人民党はバローゾの再任を支持し、実際に選挙に勝利したことで欧州理事会からバローゾの次期委員長指名を得た。
欧州理事会による選出にあたってはこのほかの基準として、候補者がヨーロッパのどの地域出身であるか、候補者がどのような政治的影響力を持つか、どのような言語を話すことができるか、出身国でどれほどヨーロッパ統合が進んでいるか、ということが挙げられる。具体的には、あまり大きな発言力を持たない加盟国からも支持を得ていることや候補者の出身国がユーロ圏やシェンゲン圏に含まれていることが挙げられ、またフランスは候補者がフランス語に堪能であることを求めている。
委員長の指名には、大国出身者の次は小国出身者、左派系所属の次は右派系所属とする合意があるのではないかという仮説があり、実際にロイ・ジェンキンスからジョゼ・マヌエル・バローゾまでそのような法則にしたがっている。
しかしながら実際には政治的な対立や加盟国間の連携で委員長が選ばれてきている。たとえばドロールの委員長選出の際にはクロード・シェイソンを委員長とする案がフランスとイギリスとの間で合意できなかった経緯があり、サンテールの委員長選出についてもジャン・リュック・デハーネを委員長とする案にイギリスが反対したことを受けた妥協の産物であった。またロマーノ・プローディの選出は、フランスとドイツがヒー・フェルホフスタットを推していたことに対して反発した13か国が連携して支持した結果であった。
なお、大国出身は重要閣僚（財務相、国防相など）経験者、小国出身は首相経験者であるケースがほとんどである。

### 選挙
2008年2月にバローゾは委員長の民主的正当性について、理論上は首相と同じ正当性を持つとされていたが、実際にはそうではないとして問題があるということを認めた。とくに欧州議会議員選挙における投票率の低迷、つまり「ヨーロッパ規模での政治」という考え方が市民のあいだで欠如していることが委員長の民主的正当性に疑念をもたらしているのだが、これに対して市民が投票のさいに委員長候補者を示されていれば、近年の欧州議会議員選挙の投票率は上昇していただろうという分析がある。
欧州憲法条約では、委員長の指名にあたって欧州理事会は直近の欧州議会議員選挙の結果を考慮しなければならず、さらに欧州議会は欧州理事会が指名した委員長候補を、たんに承認するのではなく、選出するとされていた。これは欧州議会の会派に委員長候補を立てさせ、欧州理事会は選挙で勝利した政党の候補を指名するというものとして考えられた。この方法は2004年に一部が実際に行なわれ、欧州理事会はその年の選挙で最多得票を獲得した政党に所属する候補を委員長に指名した。ところがその選挙で実際に委員長候補を立てていたのは欧州緑の党だけであり、欧州緑の党はこの選挙において、参加する各国の政党での合同の選挙運動を展開した初めての欧州政党であり、このときはダニエル・コーン＝ベンディットを委員長候補としていた。これに対してほかの欧州政党は内部に抱える事情から委員長候補者を示すことができず、欧州人民党が数名の人物を委員長として望ましいとしていた程度であった。
欧州憲法条約は批准手続きが断念されたが、これらの規定は2009年12月に発効したリスボン条約に若干の修正を加えながら引き継がれた。リスボン条約では2009年の選挙で欧州政党が候補者を立てるために、欧州政党の役割を強める内容が盛り込まれた。欧州自由民主改革党は2007年10月の党大会で、合同選挙運動で委員長候補を立てるという考えを示していた。

## 任期
委員長は再任が可能で、任期は欧州議会議員選挙の6か月後を起点とした5年間である。この起点は欧州連合条約で調整されたものであり、欧州議会議員選挙は5年ごと、6月に実施される。これによって、上述したような欧州政党が委員長候補を立てるということが可能となっている。
欧州議会は不信任を決議することによって委員長と委員会を総辞職させることができる。過去に欧州議会が不信任を決議したことはないが、1999年に予算案をめぐって当時のサンテール委員会に対して不信任を決議するという事態が起こりそうになったということがある。実際にはサンテール委員会が自ら総辞職したため、不信任が決議されることはなかった。
また欧州連合条約第15条第5項では、欧州理事会が妨害行為や重大な非行を理由に委員長の任期を終了させることができるとしている。

## 権能
欧州委員会委員長は欧州連合においてもっとも強力な権限を持つ地位であり、すべての法律の提案を行い、その執行を確保する責任を負う欧州委員会を統率する。委員長は任期中における委員会の政策方針をまとめるが、欧州議会が同意しない限りは正式に政策を唱えることができない。
委員長の任務は委員会を主導し、委員会と連合全体の方向性を示すことである。委員長は委員、委員長官房、各委員の官房を招集して会議を開き、議長を務める。また委員長は個別の委員を解任することができる。機関としての委員会の業務は連帯責任の原則に基づいているが、権限の点において委員長の行為は「機関における首席」というものを越えている。委員長の任務は内閣を主導する首相のそれに類似している。
また委員長は欧州連合の内外において委員会を代表する。たとえば委員長は欧州理事会を構成する1人であり、また欧州議会や閣僚理事会における会議にも出席する。欧州連合の外部に対しても、委員長は連合を代表して主要国首脳会議に出席している。ただし外交において、委員長は外務・安全保障政策上級代表や欧州理事会議長などの役職と重複していることがある。
ドロールが就任してからは委員長職が大統領制のような性格を持つようになっていき、強力な委員長と有能な官僚はほとんど制止できなくなっている。しかしながら委員会の外部では、委員長は欧州理事会と欧州議会の支持に依存している。ドロールはその任期中において欧州議会の権限を強化し、欧州理事会を構成する人数を増やしたことから両者の支持を受けることができた。ところが現在では加盟国が増え、たとえ委員長がすべての加盟国を満足させようとするものであっても、しだいにすべての加盟国からの支持を得ることが難しくなってきている。委員会が欧州議会に対して解散や選挙の実施を行なうことができないにもかかわらず、欧州議会もまた委員会に対する権限が強くなり、また委員会の提案を否決することができるものになっている。
委員長室はブリュッセルのベルレモン・ビルの最上階にある。委員長は委員長官房から助言を受けている。このような要因が委員長を外部から孤立させている。機構内部においてその強大な権限や象徴性から、欧州委員会の官僚にとって委員長は神のような地位を持っている。委員長は法務局や委員会事務局を管轄する。法務局は法制上の専門的事項に関する法案を却下する権限を持ち、委員会事務局は会議やその議題を準備し、議事録をまとめる組織である。これらを管轄することによって委員長は委員会を指揮する際の政治手段を手にすることになり、また委員長職に強力な影響力を持たせることにもなる。

### 欧州理事会議長との関係
上述のように委員長が強大な影響力を持つようになったものの、フランス、イタリア、イギリス、ドイツなどの規模の大きい加盟国が委員長の任務を押さえ込もうとしている。このことが欧州理事会議長の常任化につながっていった。欧州理事会議長が常任化されることで欧州委員会委員長との内部対立につながりかねないという懸念があるが、この2つの役職の兼務について想定されることがある。欧州理事会議長は加盟国の首相など国内の役職を兼ねることは禁止されているが、ヨーロッパの機関の役職との兼任は制限されていない。つまり欧州理事会に出席する欧州委員会委員長が欧州理事会議長に任命されるということがありえるのである。

## 待遇
2004年現在で委員長の俸給は266,530ユーロである。委員長には公邸や専用航空機は用意されていないが、住居手当、運転手つきの専用車、およそ20人の職員が付けられる。

## 委員長の一覧
| 所属グループ： キリスト教民主G/欧州人民党 自由主義G/自由民主G/自由民主改革党 社会主義G/社会主義政党連盟/欧州社会党 進歩民主グループ |

| 代   | 委員長                                                   | 委員長                        | 出身国         | 所属グループ所属政党                                  | 委員会 | 期                              | 在任期間                      | 在任期間    | 備考                    |
| ---- | -------------------------------------------------------- | ----------------------------- | -------------- | ----------------------------------------------------- | ------ | ------------------------------- | ----------------------------- | ----------- | ----------------------- |
| 001  | ヴァルター・ハルシュタイン Walter Hallstein              |                               | 西ドイツ       | キリスト教民主グループドイツキリスト教民主同盟（CDU） | 1      | －                              | 1958年1月1日 - 1962年1月9日   | 9年 + 180日 |                         |
| 001  | ヴァルター・ハルシュタイン Walter Hallstein              | 2                             | 西ドイツ       | キリスト教民主グループドイツキリスト教民主同盟（CDU） | －     | 1962年1月9日 - 1967年6月30日    |                               | 9年 + 180日 |                         |
| 002  | ジャン・レイ Jean Rey                                    |                               | ベルギー       | 自由主義グループ自由改革党（PLP）                     | 3      | －                              | 1967年7月2日 - 1970年7月1日   | 2年 + 364日 |                         |
| 003  | フランコ・マリア・マルファッティ Franco Maria Malfatti   |                               | イタリア       | キリスト教民主グループキリスト教民主党（DC）          | 4      | －                              | 1970年7月2日 - 1972年3月1日   | 1年 + 243日 |                         |
| 004  | シッコ・マンスホルト Sicco Mansholt                      |                               | オランダ       | 社会主義グループ労働党（PvdA）                        | 5      | －                              | 1972年3月22日 - 1973年1月5日  | 289日       |                         |
| 005  | フランソワ＝グザヴィエ・オルトリ François-Xavier Ortoli  |                               | フランス       | 進歩民主グループ共和国連合（UDR）                     | 6      | －                              | 1973年1月6日 - 1977年1月5日   | 3年 + 365日 |                         |
| 006  | ロイ・ジェンキンス Roy Jenkins                           |                               | イギリス       | 社会主義政党連盟労働党（LP）                          | 7      | －                              | 1977年1月6日 - 1981年1月19日  | 4年 + 13日  |                         |
| 006  | ロイ・ジェンキンス Roy Jenkins                           | 1                             | イギリス       | 社会主義政党連盟労働党（LP）                          | 7      |                                 | 1977年1月6日 - 1981年1月19日  | 4年 + 13日  |                         |
| 007  | ガストン・トルン Gaston Thorn                            |                               | ルクセンブルク | 欧州自由民主改革党民主党（DP）                        | 8      | 1981年1月20日 - 1985年1月6日    | 3年 + 352日                   |             |                         |
| 008  | ジャック・ドロール Jacques Delors                        |                               | フランス       | 欧州社会党社会党（PS）                                | 9      | 2                               | 1985年1月7日 - 1989年         | 10年 + 17日 |                         |
| 008  | ジャック・ドロール Jacques Delors                        | 10                            | フランス       | 欧州社会党社会党（PS）                                | 3      | 1989年 - 1995年1月24日          |                               | 10年 + 17日 |                         |
| 009  | ジャック・サンテール Jacques Santer                      |                               | ルクセンブルク | 欧州人民党キリスト教社会人民党（CSV）                 | 11     | 4                               | 1995年1月25日 - 1999年3月15日 | 3年 + 100日 | 任期満了前に辞任        |
| 00－ | マヌエル・マリン Manuel Marín                            |                               | スペイン       | 欧州社会党スペイン社会労働党（PSOE）                  | －     | 4                               | 1999年3月15日 - 1999年9月17日 | 186日       | 委員長代行 （副委員長） |
| 010  | ロマーノ・プローディ Romano Prodi                        |                               | イタリア       | 欧州自由民主改革党民主主義者（PSOE）                  | 12     | 4                               | 1999年9月17日 - 2000年1月22日 | 5年 + 66日  | 前任者の残任期          |
| 010  | ロマーノ・プローディ Romano Prodi                        | 5                             | イタリア       | 欧州自由民主改革党民主主義者（PSOE）                  | 12     | 2000年1月22日 - 2004年11月22日  |                               | 5年 + 66日  |                         |
| 010  | ロマーノ・プローディ Romano Prodi                        | 5                             | イタリア       | 欧州自由民主改革党民主主義者（PSOE）                  | 12     | 2004年10月31日 - 2004年11月22日 | 任期延長                      | 5年 + 66日  |                         |
| 011  | ジョゼ・マヌエル・ドゥラン・バローゾ José Manuel Barroso |                               | ポルトガル     | 欧州人民党社会民主党（PSD）                           | 13     | 6                               | 2004年11月22日 - 2009年11月   | 9年 + 344日 |                         |
| 011  | ジョゼ・マヌエル・ドゥラン・バローゾ José Manuel Barroso | 7                             | ポルトガル     | 欧州人民党社会民主党（PSD）                           | 13     | 2009年11月 - 2014年11月1日      |                               | 9年 + 344日 |                         |
| 012  | ジャン＝クロード・ユンケル Jean-Claude Juncker           |                               | ルクセンブルク | 欧州人民党キリスト教社会人民党（CSV）                 | 14     | 8                               | 2014年11月1日 -2019年10月31日 | 5年 + 30日  |                         |
| 012  | ジャン＝クロード・ユンケル Jean-Claude Juncker           | 2019年10月31日 -2019年12月1日 | ルクセンブルク | 欧州人民党キリスト教社会人民党（CSV）                 | 14     | 8                               | 任期延長                      | 5年 + 30日  |                         |
| 013  | ウルズラ・フォン・デア・ライエン Ursula von der Leyen    |                               | ドイツ         | 欧州人民党ドイツキリスト教民主同盟（CDU）             | 15     | 9                               | 2019年12月1日 -2024年11月30日 | 5年 + 194日 |                         |
| 013  | ウルズラ・フォン・デア・ライエン Ursula von der Leyen    | 10                            | ドイツ         | 欧州人民党ドイツキリスト教民主同盟（CDU）             | 15     | 2024年12月1日 - （現職）        |                               | 5年 + 194日 |                         |